# Unterseeboot 6 (1935)
Pour les articles homonymes, voir Unterseeboot 6.
L'Unterseeboot 6 (ou U-6) est un sous-marin (en allemand : Unterseeboot) allemand de type II.A utilisé par la Kriegsmarine pendant la Seconde Guerre mondiale.
Il est commandé dans le cadre du plan Z le 11 février 1935 en violation du traité de Versailles qui proscrit la construction de ce type de navire par l'Allemagne.
Mis en service le 7 septembre 1935, il est capturé par les forces soviétiques en mars/avril 1945 et coulé dans le port de Stolpmünde à la fin de 1945. Il est renfloué par les autorités portuaires polonaises en 1950 et mis au rebut en 1951.
Comme les sous-marins de type II étaient trop petits pour des missions de combat dans l'océan Atlantique, il a été affecté dans la mer du Nord pour des tâches de formation avec la 21e Flottille d'U-Boote (21. Unterseebootsflottille), une unité d'entraînement.

## Historique
Mis en service le 7 septembre 1935, l'U-6 a servi surtout comme sous-marin d’entrainement pour les équipages de 1935 à 1939. Il réalise sa première patrouille, quittant le port de Neustadt, le 24 août 1939 sous les ordres de Joachim Matz (grade inconnu), , pour une surveillance de la navigation dans le Kattegat. Le 29 août, l'U-6 ravitaille à Kiel et ensuite retourne dans sa zone de patrouille. Il retourne à Kiel le 13 septembre 1939 après 21 jours en mer.
Sa deuxième patrouille le voit quitter Wilhelmshaven le 4 avril 1939, pour la Mer du Nord. Il est incorporé dans le groupe U-Boote 8 (Lindesnes) avec l'U-2, l'U-3 et l'U-5, pour l'Opération Weserübung, l'invasion allemande du Danemark et de la Norvège. Il revient à Wilhelmshaven le 19 avril 1940 après 16 jours en mer.
Puis l'Unterseeboot 6 quitte le service actif pour redevenir, comme avant-guerre, un sous-marin d'entrainement.
Le 1er juillet 1940, il quitte Wilhelmshaven pour rejoindre Pillau au sein de la 21. Unterseebootsflottille  toujours comme navire-école.
L'Unterseeboot 6 est désarmé à Gotenhafen en Pologne le 7 août 1944. Il est utilisé pour des pièces de rechange, servant pour la réparation d'autres U-Boote. Au début de 1945, il est remorqué à l'ouest de Stolpmünde. Il est capturé par les forces russes en mars/avril 1945.
Il est inspecté à Stolpmünde par la TNC (Tripartite Naval Commission ou Commission Navale Tripartite) le 28 août 1945, pour être sabordé par les russes dans le port de Stolpmünde à la fin de 1945. Il est renfloué par les autorités portuaires polonaises en 1950 et mis au rebut en 1951.

## Affectations
- U-Bootschulflottille du 1er août 1935 au 1er septembre 1939 à Wilhelmshaven en tant que navire-école
- U-Bootschulflottille du 1er octobre 1939 au 1er février 1940 à Wilhelmshaven en tant que navire-école
- U-Bootschulflottille du 1er mars 1940 au 1er avril 1940 à Wilhelmshaven en tant qu'unité combattante
- U-Bootschulflottille du 1er mai 1940 au 30 juin 1940 à Wilhelmshaven en tant que navire-école
- 21. Unterseebootsflottille du 1er juillet 1940 au 7 août 1944 à Pillau en tant que navire-école

## Commandement
- Kapitänleutnant Ludwig Mathes  du 7 septembre 1935 au 30 septembre 1937
- Werner Heidel du 1er octobre 1937 au 17 décembre 1938
- Joachim Matz du 17 décembre 1938 au 26 novembre 1939
- Oberleutnant zur See Hans-Bernhard Michalowski de novembre 1939 à décembre 1939
- Oberleutnant zur See Otto Harms du 27 novembre 1939 au 17 janvier 1940
- Oberleutnant zur See Adalbert Schnee du 31 janvier au 10 juillet 1940
- Oberleutnant zur See Johannes Liebe du 11 juillet 1940 à mars 1941
- Kapitänleutnant Eberhard Bopst de mars à septembre 1941
- Herbert Brüninghaus d'octobre 1941 à août 1942
- Oberleutnant zur See Paul Just d'août à septembre 1942
- Herbert Brüninghaus de septembre au 19 octobre 1942
- Oberleutnant zur See Otto Niethmann du 20 octobre 1942 à juin 1943
- Oberleutnant zur See Alois König de juin 1943 au 16 avril 1944
- Leutnant zur See Horst Heitz d'août à octobre 1943
- Leutnant zur See Erwin Jestel du 17 avril au 9 juillet 1944

Nota: Les noms de commandants sans indication de grade signifie que leur grade n'est pas connu avec certitude à notre époque à la date de la prise de commandement.

## Navires coulés
L'Unterseeboot 6 n'a ni coulé, ni endommagé de navire au cours des 2 patrouilles (37 jours en mer) qu'il effectua.

### Sources
- (en) Cet article est partiellement ou en totalité issu de l’article de Wikipédia en anglais intitulé « German submarine U-6 (1935) » (voir la liste des auteurs).